# Manuel Ponce
Manuel María Ponce Cuéllar (Fresnillo (Zacatecas), 8 december 1882 – Mexico-Stad, 24 april 1948) was een Mexicaanse componist. Zijn bekendste compositie is het lied Estrellita.

## Levensloop
Kort nadat Ponce was geboren in Fresnillo, verhuisde zijn familie naar Aguascalientes.
Ponce bleek een muzikaal wonderkind. Toen hij vier jaar oud was kon hij al op het gehoor de stukken naspelen die zijn oudere zuster Josefina op de piano voordeed. Josefina ging hem les geven. Voordat hij op school letters leerde, kon hij al noten lezen. Vanaf zijn tiende kreeg hij les van een pianoleraar, Cipriano Avila. Ponce zong ook in een kinderkoor, dat verbonden was aan de kerk van San Diego in zijn woonplaats.
Toen hij op negenjarige leeftijd herstellende was van de mazelen, schreef hij zijn oudste bekende compositie, La marcha del sarampion (‘de Mazelenmars’).
In 1901 begon Ponce een studie aan het conservatorium in Mexico-Stad. Omdat de studie daar hem weinig uitdaging bood, ging hij in 1903 terug naar Aguascalientes. In 1904 reisde hij naar Europa. Hij studeerde compositieleer in Bologna en daarna piano bij Martin Krause in Berlijn.
In 1908 keerde hij terug naar Mexico, waar hij in 1909 een aanstelling kreeg als docent piano en muziekgeschiedenis aan het conservatorium in Mexico-Stad. Een van zijn studenten was Carlos Chávez. In 1912 ging in Mexico-Stad het pianoconcert van Ponce in première. De componist zat zelf achter de piano.
Tussen 1915 en 1917 verbleef hij in de Cubaanse hoofdstad Havana, waar hij zich in leven hield met lesgeven en het schrijven van artikelen en recensies van muziekuitvoeringen. In Mexico was op dat moment als nasleep van de Mexicaanse Revolutie een burgeroorlog aan de gang. In 1916 ondernam Ponce een tournee door de Verenigde Staten. Het eerste concert, in New York, werd een fiasco. De Mexicaanse krijgsheer Pancho Villa had net een aanval uitgevoerd op de Amerikaanse stad Columbus en de New Yorkers boycotten een concert door een landgenoot van deze vijand. De volgende concerten werden allemaal afgelast en Ponce keerde terug naar Cuba. Hij is nooit terug geweest in de Verenigde Staten.
In 1917, toen Mexico in rustiger vaarwater was gekomen, nam Ponce zijn functie aan het conservatorium in Mexico-Stad weer op. In hetzelfde jaar nog trouwde hij met de zangeres Clema Maurel. Hij werd ook redacteur van de Revista Musical de Mexico. In 1923 ontmoette hij de Spaanse gitarist Andrés Segovia, die op tournee was in Mexico. Het werd het begin van een levenslange vriendschap. Ponce ging speciaal voor Segovia muziek voor gitaar schrijven.
In 1925 ging hij naar Parijs om compositieleer te studeren bij Paul Dukas. Hij bleef er tot in 1932, toen hij van Dukas een getuigschrift met de hoogste lof meekreeg. In Parijs maakte hij kennis met de Braziliaanse componist Heitor Villa-Lobos, met wie hij een grote belangstelling voor de volksmuziek van het eigen land gemeen bleek te hebben. Ook Segovia kwam hij in Parijs weer tegen.
In 1933 keerde Ponce terug naar Mexico, waar hij weer piano ging doceren aan het conservatorium in Mexico-Stad. Hij werd ook plaatsvervangend directeur.
De komende jaren ging hij een paar maal op tournee door Latijns-Amerikaanse landen, waar hij optrad als dirigent van eigen werk. In 1941 dirigeerde hij zijn gitaarconcert Concierto del Sur in Montevideo (Uruguay) met Andrés Segovia op gitaar.
De laatste jaren van zijn leven doceerde Ponce Mexicaanse folklore aan de Escuela Universitaria de Musica in Mexico-Stad. In 1947 werd in die stad onder leiding van Carlos Chávez een groots opgezet festival met Ponces muziek gehouden. Het jaar daarop overleed Ponce aan een urinevergiftiging. Hij ligt begraven in het Panteón de Dolores in Mexico-Stad.
In zijn geboorteplaats Fresnillo is een Manuel M. Ponce Museum. In het huis waar hij in Aguascalientes heeft gewoond, wordt nog steeds een grote collectie handschriften en andere voorwerpen bewaard die aan Ponce hebben toebehoord. De straat waaraan het huis ligt, heet nu Calle de Manuel Ponce. In Aguascalientes is ook een fontein naar hem genoemd en staat een buste van hem. In Mexico-Stad draagt een concerthal zijn naam.

## Oeuvre

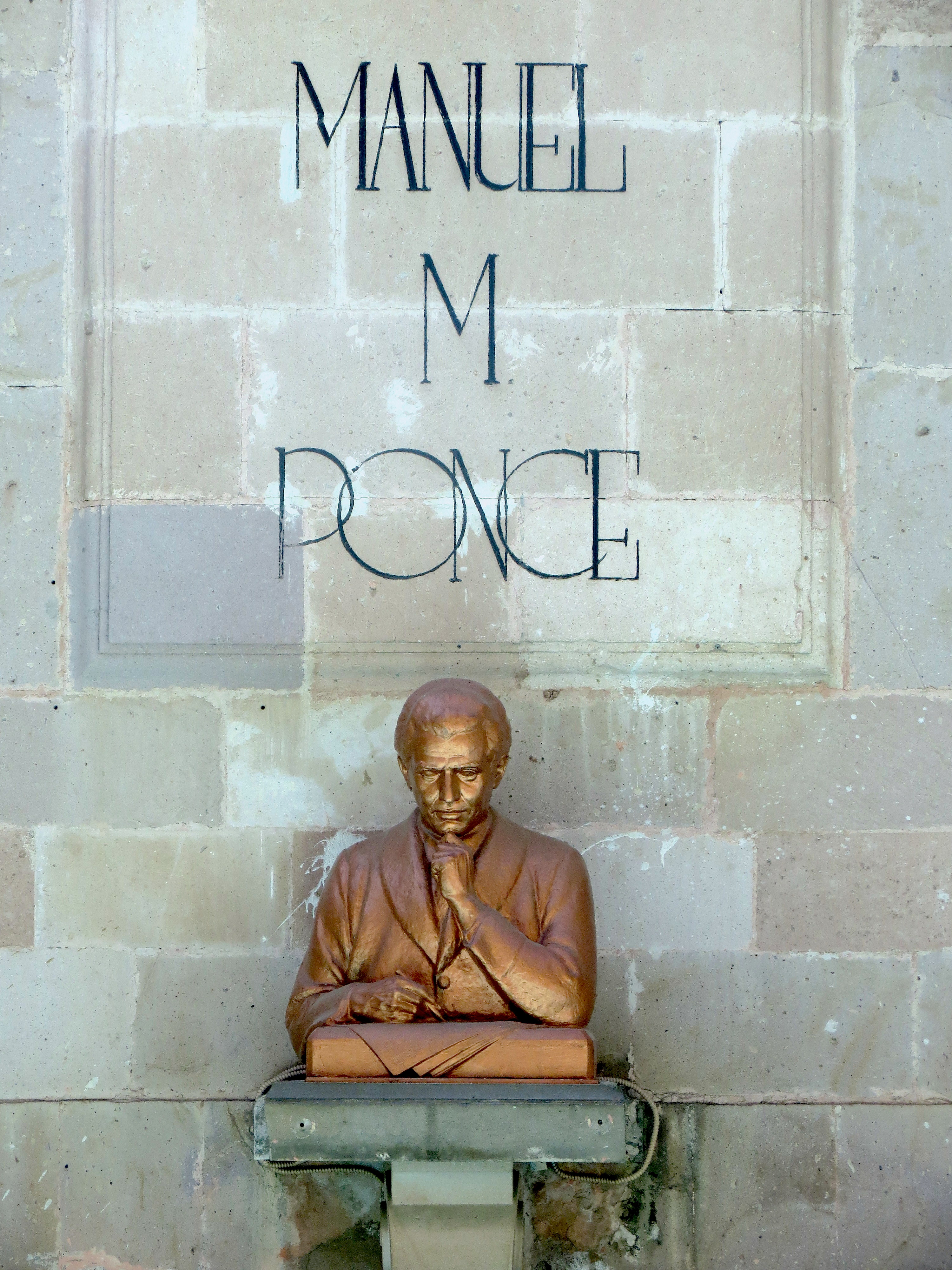
Buste van Manuel Ponce in Aguascalientes

Ponce kon schrijven in een groot aantal stijlen, van barok tot en met expressionisme, maar zijn muziek bleef wel altijd tonaal. In de meeste van zijn werken zijn duidelijke invloeden van de Mexicaanse (en in zijn Cubaanse periode de Cubaanse) volksmuziek te onderscheiden.

### Voor gitaar
Ponce schreef een groot aantal werken voor gitaar, bijna allemaal voor Andrés Segovia. Enkele daarvan, zoals de Variaties en fuga op La Folia uit 1929, waren gebaseerd op thema’s van andere componisten, maar de meeste zijn origineel. Segovia zorgde voor de publicatie van het merendeel van Ponces gitaarwerken; later is gebleken dat hij soms aanzienlijke veranderingen aanbracht.
Een paar composities waren opzettelijk in barokstijl. Segovia bracht ze alsof ze transcripties voor gitaar waren van authentieke luitcomposities van een barokcomponist, meestal Sylvius Leopold Weiss. Tot deze groep werken behoren ook de Prelude in E majeur voor klavecimbel en gitaar en de Sonate voor gitaar en klavecimbel, beide van 1926. Segovia voerde deze twee werken uit samen met zijn vrouw, de pianiste Paquita Madriguera. Vele critici hielden deze stukken voor authentiek. De consequentie was wel dat anderen deze stukken vrijelijk gingen kopiëren. Weiss was immers in 1750 overleden, dus er zat geen copyright meer op de muziek…
Andere bekende composities van Ponce voor gitaar zijn:
- Het Concierto del Sur (1941) voor gitaar en orkest.
- Variaties op een thema van Cabezón, geschreven in zijn sterfjaar 1948. Musicologen zijn er nog steeds niet achter of deze variaties zijn gebaseerd op een authentiek thema van Antonio de Cabezón. Tegenwoordig denken de meesten van niet.
- Sonata mexicana (1925), het eerste langere stuk dat Ponce voor Segovia schreef.

Een onbekend aantal werken voor gitaar is verloren gegaan toen Segovia’s huis tijdens de Spaanse Burgeroorlog werd geplunderd.

### Voor piano
Naast de gitaar was Ponces tweede grote liefde de piano. Behalve een pianoconcert (1912) schreef hij solostukken in alle mogelijke genres: etudes, suites, scherzino’s, rapsodieën en – verrassend voor een Mexicaanse componist – mazurka’s.
Een deel van Ponces pianowerken is verloren gegaan tijdens de Mexicaanse Revolutie. De Argentijnse gitarist Jorge Martínez Zárate maakte voor enkele pianostukken een transcriptie voor gitaarduo.

### Liederen
Ponce schreef zijn bekendste lied Estrellita (‘kleine ster’) in 1912. Hij verzuimde echter het copyright vast te leggen, zodat het lied vrijelijk werd overgenomen door talloze zangers zonder dat Ponce er ooit een cent aan heeft verdiend. Veel zangers dachten en denken trouwens dat het een authentiek Mexicaans volksliedje is. Er bestaan ook veel transcripties voor een of meer instrumenten. Ponce zelf maakte al een transcriptie voor piano en – in 1925 – een transcriptie voor gitaar voor Andrés Segovia. Jascha Heifetz verzorgde een versie voor viool en orkest.
Andere bekende liederen van Ponce zijn A la orilla de un palmar, Alevántate, La pajarera, Marchita el alma en Una multitud más.

### Kamermuziek
Ponce schreef een aantal werken voor diverse combinaties van de instrumenten viool, altviool, cello en piano.

### Orkestwerken
Tussen 1933 en 1940 schreef Ponce voornamelijk werken voor orkest. Een daarvan is het symfonische gedicht Chapultepec (1934), genoemd naar de heuvel, het park en het paleis van die naam in Mexico-Stad.

## Een selectie uit zijn werken

### Voor gitaar
- Tres canciones populares mexicanas (La pajarera, Por ti mi corazón, La valentina) (1925)
- Sonata mexicana (1925)
- Thème varié et finale (1926)
- Sonata III (1927)
- Sonata clásica (1928)
- Sonata romántica (1929)
- Suite en la mineur (1929)[2]
- Variaties en fuga op La Folia (1929)
- 24 preludes (1929)
- Suite en ré majeur (1931)[3]
- Homenaje a Tárrega (1932)
- Wals (1937)
- Sonatina meridional (1939)
- Variaties op een thema van Cabezón (1948)
- Dos Vinetas (postuum)

### Voor piano
- Quatro danzas mexicanas
- Intermezzo
- Balada mexicana (in twee versies: voor piano solo en voor piano en orkest)
- 20 mazurka’s
- Concierto romántico
- Scherzino a Debussy
- Scherzino mexicano
- Estudios de concierto
- Elegía de la ausencia
- Tema mexicano variado
- Suite cubana
- Rapsodía cubana
- Rapsodías mexicanas
- Trozos románticos

### Liederen
- Adiós mi bien
- Aleluya
- Alevántate
- Cerca de tí
- Cinco poemas chinos
- Cuatro poemas de F.A. de Icaza
- Dos poemas alemanes
- Dos poemas de B. Dávalos
- Estrellita
- Forse
- Ho bisogno
- Insomnio
- Isaura de mi amor
- La pajarera
- Lejos de tí
- Lejos de tí II
- Marchita el alma
- Necesito
- Ofrenda
- Poema de primavera
- Por tí mi corazón
- Romanzeta
- Sperando, sognando
- Seis poemas aracáicos
- Serenata mexicana
- Soñó mi mente loca
- Tal vez
- Toi
- Tres poemas de E. González Martínez
- Tres poemas de M. Brull
- Tres poemas de Lermontow
- Tres poemas de R. Tagore
- Tres poemas franceses
- Tú
- Último ensueño
- Una multitud más

### Arrangementen van volksliederen
- A la orilla de un palmar
- A ti va
- Acuérdate de mí
- Adiós mi bien
- Ah, que bonito
- Cerca de mí
- Cielito lindo
- Cuiden su vida
- China de mi alma
- De tres flores
- Dolores hay
- Dos seres hay
- El bracero
- El desterrado
- Estrella del norte
- Hace ocho meses
- La barca del marino
- La despedida
- La ola
- Palomita
- La palma
- La peña
- La visita
- Nunca, nunca
- Ojitos aceitunados
- Oye la voz
- Para amar sin consuelo
- Para qué quiero la vida
- Perdí un amor
- Perdida ya toda esperanza
- Pobre del hombre pobre
- Por esas calles
- Por tí mujer
- Que chulos ojos
- Que lejos ando
- Que pronto
- Quisiera morir
- Si alguna vez
- Si eres receuerdo
- Si algúna ser
- Son las horas
- Soy paloma errante
- Te amo
- Todo pasó
- Trigueña hermosa
- Valentina
- Ven oh luna
- Vengo a saber si tú me amas
- Voy a partir
- Ya sin tu amor
- Yo me propuse
- Yo mismo no comprendo
- Yo te quiero

### Kamermuziek
- Trio romántico voor viool, cello en piano (1911)
- Prelude in E majeur voor klavecimbel en gitaar (1926)
- Sonate voor gitaar en klavecimbel (1926)
- Miniaturen voor viool, altviool en cello (1927)
- Drie preludes voor cello en piano (1930)
- Trio voor viool, altviool en cello (1932)
- Sonata a dúo voor viool en altviool (1936–1938)
- Trio voor viool, altviool en cello (1943)
- Canción de otoño voor viool en piano
- Sonate voor cello en piano

### Orkestwerken
- Chapultepec
- Cantos y danzas de los antiguos mexicanos
- Instantáneas mexicanas
- Poema elegíaco
- Ferial
- Concierto Romántico voor piano en orkest (1910)
- Concierto del Sur voor gitaar en orkest (1941)
- Concert voor viool en orkest (1943)